# Бланка Портільйо
Бланка Портільйо (ісп. Blanca Portillo Martínez de Velasco, 15 червня 1963) — іспанська акторка театру та кіно. Одна з найвидатніших театральних акторок Іспанії. 
Закінчила Королівську школу драматичного мистецтва.

## Вибіркова фільмографія
- Серед червоних (1995)
- Собака на сіні (1996)
- Ельза та Фред (2005)
- Привид Гойї (2006)
- Повернення (2006)
- Капітан Алатрісте (2006)
- Розірвані обійми (2009)
- Остання іскра життя (2011)